# Bách thanh nhỏ
Lanius collurioides là một loài chim trong họ Laniidae. Loài này được tìm thấy tại Bangladesh, Campuchia, Trung Quốc, Ấn Độ, Lào, Myanmar, Thái Lan, và Việt Nam.